# Góra Świętej Małgorzaty (gmina)
Góra Świętej Małgorzaty (do 1954 gmina Tum) – gmina wiejska w Polsce położona w województwie łódzkim, w powiecie łęczyckim. W latach 1975–1998 gmina administracyjnie należała do województwa płockiego.
W skład gminy weszła w całości dawna gromada Góra Świętej Małgorzaty z piętnastoma sołectwami, część gromady Nowy Gaj z czterema sołectwami oraz jedno sołectwo z gromady Leśmierz.
Przez północną część gminy przepływa rzeka Bzura, w której dolinie znajdują się trwałe użytki zielone.
Siedziba gminy to Góra Świętej Małgorzaty.
Gmina jest członkiem Związku Gmin Regionu Kutnowskiego.
Według danych z 31 grudnia 2007 gminę zamieszkiwało 4529 osób.

## Struktura powierzchni
Według danych z roku 2007 gmina Góra Świętej Małgorzaty ma obszar 90,26 km², w tym:
- użytki rolne: 91%
- użytki leśne: 0%

Gmina stanowi 11,68% powierzchni powiatu łęczyckiego.

## Demografia

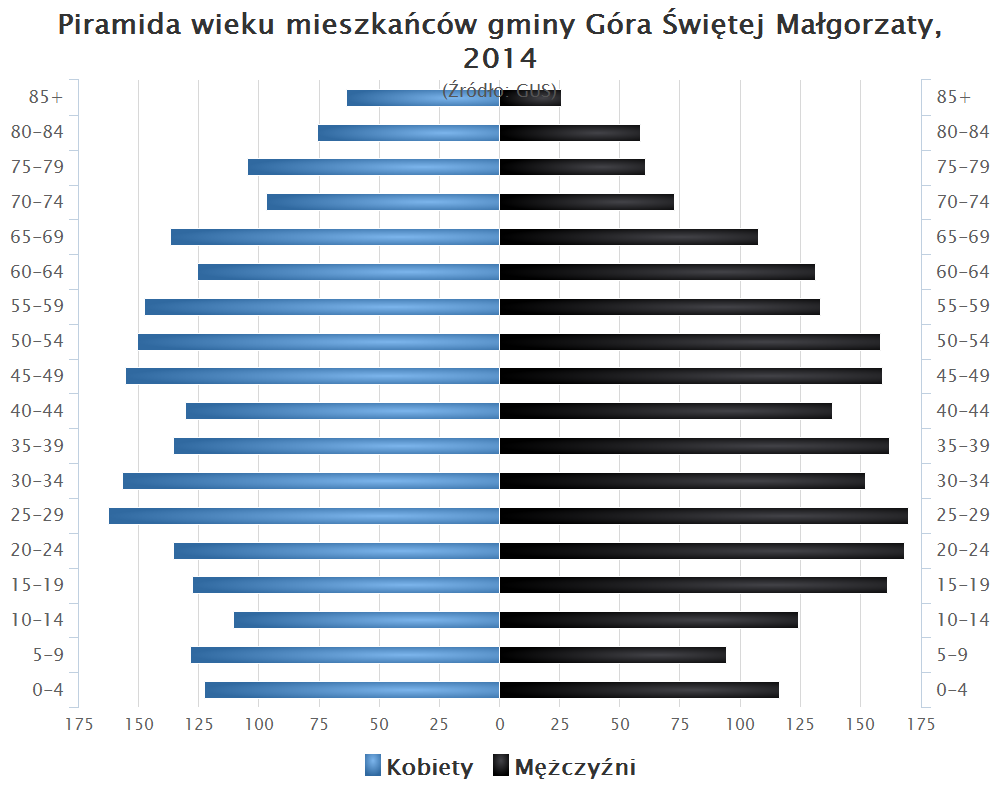
Piramida wieku mieszkańców gminy Góra Świętej Małgorzaty w 2014 roku

Dane z 30 czerwca 2014:
| Opis                              | Ogółem | Ogółem | Kobiety | Kobiety | Mężczyźni | Mężczyźni |
| --------------------------------- | ------ | ------ | ------- | ------- | --------- | --------- |
| Jednostka                         | osób   | %      | osób    | %       | osób      | %         |
| Populacja                         | 4478   | 100    | 2270    | 50,7    | 2208      | 49,3      |
| Gęstość zaludnienia [mieszk./km²] | 50     | 50     | 25      | 25      | 25        | 25        |

## Sołectwa
Ambrożew, Bogdańczew, Bryski, Bryski-Kolonia, Czarnopole, Góra Świętej Małgorzaty, Karsznice, Kosin, Marynki, Mętlew, Moraków, Nowy Gaj, Orszewice, Podgórzyce, Rogulice, Sługi, Stawy, Tum, Witaszewice, Zagaj.

## Pozostałe miejscowości
Gaj, Głupiejew, Janów, Konstancin, Kosiorów, Kwiatkówek, Łętków, Maciejów, Mierczyn, Stary Gaj.

## Ochotnicze Straże Pożarne na terenie gminy
1. OSP Góra Św. Małgorzaty – Krajowy system ratowniczo-gaśniczy
2. OSP Ambrożew
3. OSP Marynki
4. OSP Moraków
5. OSP Sługi
6. OSP Stary Gaj
7. OSP Tum
8. OSP Zagaj

## Sąsiednie gminy
Krzyżanów, Łęczyca, Łęczyca (miasto), Ozorków (gmina wiejska), Piątek, Witonia